# Božena
Božena ist ein weiblicher Vorname in verschiedenen slawischen Sprachen. Mit Hatschek geschrieben wird er im Tschechischen, Slowakischen, Slowenischen und Sorbischen genutzt. In Tschechien war Božena 2009 an 26. Stelle der beliebtesten weiblichen Vornamen.

## Varianten
In der polnischen Sprache ist die Schreibweise Bożena oder  Bożenna, älter auch Bożana und Bożechna.
Es gibt keine bekannte direkte männliche Variante zu Božena, jedoch  Bohuš (slowakisch Bohus, die Varianten von Bohuslav), Bohumír (von Gottfried), Bohumil (von Gottlieb) als weit verbreitete tschechische männliche Vornamen. 

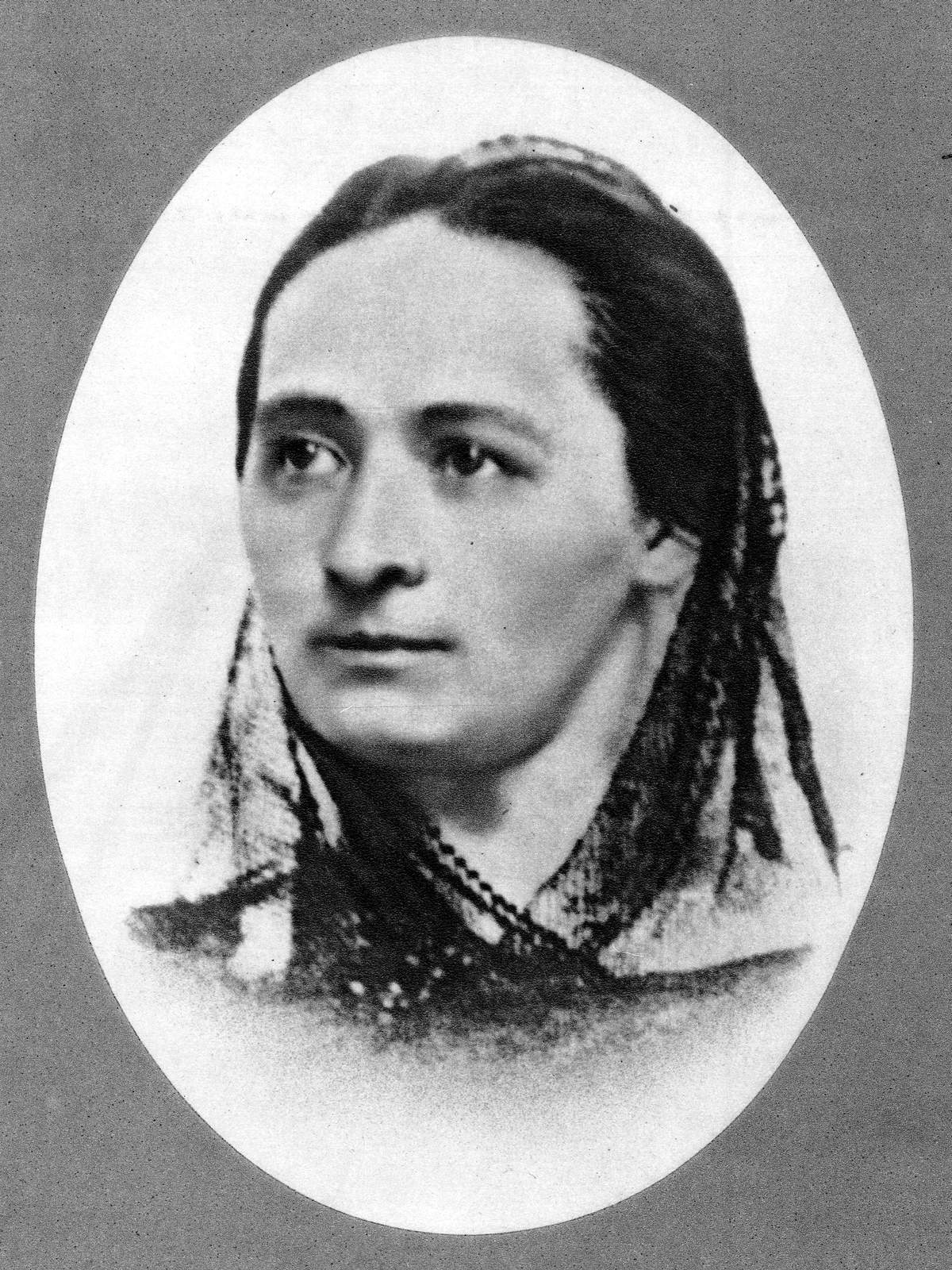
Božena Němcová

## Bedeutung
Der Name leitet sich vom slawischen Wort bog/bóg/bóh ab, was „Gott“ bedeutet, und heißt so viel wie „Jene, die Gott gehört“, etwa wie die Vornamen: Benedikt und Benedicta, Theodor und Theodora, Beatrice, Beatus / Beat und Beate.
Die berühmte tschechische Schriftstellerin Božena Němcová hat sich ihren amtlichen Vornamen nach der Verheiratung selbst ausgesucht. Ursprünglich hieß sie Barbara Novotná, später Panklová. Ihre Tochter wurde Theodora genannt.

## Namenstag
Der tschechische Namenstag der Božena ist der 11. Februar.

## Namensträgerinnen
Božena
Mittelalter

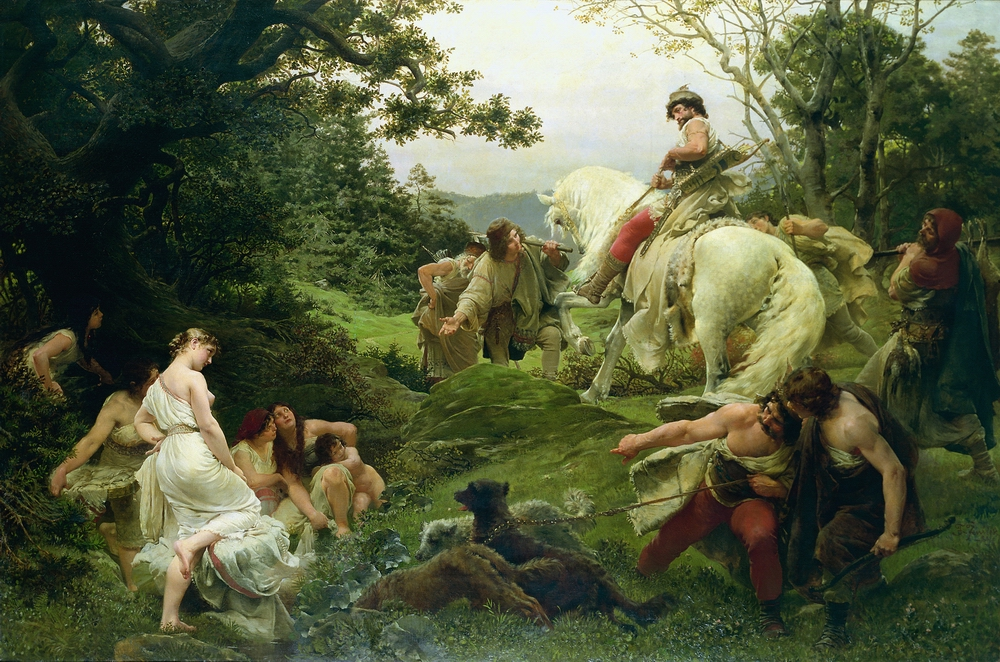
Oldřich a Božena, ein Gemälde von František Ženíšek

- Božena von Böhmen († um 1052), Bauerntochter und zweite Frau des böhmischen Herzogs Oldřich

Neuzeit
- Božena Benešová (1873–1936), tschechische Schriftstellerin
- Božena Komárková (1903–1997), tschechische Philosophin, Theologin
- Božena Laglerová (1888–1941), böhmisch-österreichische Flugpionierin
- Božena Němcová (1820–1862), tschechische Schriftstellerin
- Božena Slančíková (1867–1951), slowakische Schriftstellerin
- Božena Srncová (1925–1997), tschechoslowakische Gerätturnerin
- Božena Viková-Kunětická (1862–1934), tschechoslowakische Schriftstellerin und Politikerin

Bożena
- Bożena Dykiel (* 1948), polnische Schauspielerin
- Bożena Gniedziuk (1961–2014), polnische Handballspielerin
- Bożena Intrator (* 1964), polnisch-amerikanische Schriftstellerin
- Bożena Karkut (* 1961), polnische Handballspielerin und -trainerin
- Bożena Kowalska (1930–2023), polnische Kunstwissenschaftlerin, -kritikerin, -sammlerin und Galeristin
- Bożena Nowakowska (* 1955), polnische Hürdenläuferin
- Bożena Sławiak (* 1948), polnische Politikerin

## Sonstiges
- Bozena, Titel einer Operette von Oscar Straus
- Božena, Protagonistin der gleichnamigen Erzählung von Marie von Ebner-Eschenbach
- Božena, Figur im Roman Die Verwirrungen des Zöglings Törleß von Robert Musil
- Božena, Hauptperson der gleichnamigen Novelle von Peter Härtling